# Brigitte Schellhorn
Brigitte Schellhorn (* in Chemnitz) ist eine ehemalige Eiskunstläuferin aus der Deutschen Demokratischen Republik.
Bei den 1. DDR-Meisterschaften in den Wintersportdisziplinen, die für die Zeit vom 9. Februar bis zum 12. Februar 1950 in Schierke geplant waren, aber erst vom 1. bis 4. März stattfanden, gewann Brigitte Schellhorn (BSG Nagema Chemnitz) die Goldmedaille bei den Damen im Eiskunstlauf. Bei der Meisterschaft 1950 handelte es sich aber nicht um die ersten nationalen Wettkämpfe im Eiskunstlauf, bereits ein Jahr zuvor hatte Gudrun Olbricht in Schellhorns Disziplin gewonnen. 